# Президентские выборы в Польше (2025)
Президентские выборы в Польше в 2025 году — выборы президента Республики Польша, начались 18 мая 2025 года. Срок проведения второго тура — 1 июня. Действующий президент Анджей Дуда не имеет права баллотироваться на переизбрание согласно Конституции Польши, так как уже занимал эту должность допустимые два срока.

## Система выборов
Президент избирается по двухтуровой системе: если ни один из кандидатов не наберёт более 50 % голосов в первом туре, проводится второй тур между двумя кандидатами и так далее набравшими наибольшее количество голосов. Президенты избираются на пятилетний срок и могут быть переизбраны один раз. Согласно статье № 128 Конституции Республики Польша, президентские выборы обязаны состояться в выходной день не позднее чем за 75 дней до окончания срока действующего президента (в случае введения военного или чрезвычайного положения срок действующего президента продлевается). Второй срок президента Анджея Дуды истекает 6 августа 2025 года, поэтому выборы обязаны состояться в промежутке времени с 28 апреля до 23 мая 2025 года. 15 января 2025 года Маршал (спикер) Сейма Шимон Холовня назначил первый тур президентских выборов на 18 мая 2025 года. Так как президент не был избран в первом туре, второй тур состоится 1 июня.

## Кандидаты
Первый этап регистрации кандидата состоял в создании и регистрации избирательных комитетов желающих кандидатов. Государственная избирательная комиссия принимала заявления комитетов до 24 марта 2025 года. Из заявленных 53 избирательных комитетов, ГИК зарегистрировала 44. Второй этап регистрации состоял в сборе 100 000 подписей граждан. Из 17 кандидатов, представивших 100 000 подписей, 13 прошли проверку и были официально зарегистрированы как кандидаты на должность Президента РП.
| Кандидат                                             | Кампания | Слоган | Профессия               | Информация | Партийная принадлежность | Партийная принадлежность                       | Субъект выдвижения и поддержка | Субъект выдвижения и поддержка                                                                                  |
| ---------------------------------------------------- | -------- | --- | ----------------------- | --- | ------------------------ | ---------------------------------------------- | ------------------------------ | --- |
| Артур Бартошевич род. 18 января 1974 года (51 год)   |          | «Здоровый рассудок в больные времена» (пол. Zdrowy rozsądek na chore czasy)                                                                  | Экономист               | Преподаватель Варшавской школы экономики |                          | Беспартийный                                   |                                | Независимый кандидат Поддержан партией Общественный интерес                                                     |
| Магдалена Беят род. 11 января 1982 года (43 года)    |          | «Нас объединяет большее» (пол. Łączy nas więcej)                                                                                             | Переводчик              | Вице-маршал Сената (с 2023) Член Сената XI созыва (с 2023) Депутат Сейма IX созыва (2019—2023) |                          | Беспартийная                                   |                                | Левые Также Польская социалистическая партия, Уния труда                                                        |
| Гжегож Браун род. 11 марта 1967 (58 лет)             |          | «Здесь Польша» (пол. Tu jest Polska) | Режиссёр                | Депутат Европейского парламента X созыва (с 2024) Депутат Сейма IX и X созывов (2019—2024) |                          | Конфедерация польской короны                   |                                | Конфедерация польской короны KORWiN Также Конгресс новых правых, Движение за настоящую Европу, PolExit          |
| Шимон Холовня род. 3 сентября 1976 года (48 лет)     |          | «Это люди важнее всего; Президент мирного времени» (пол. To ludzie są najważniejsi; Prezydent pokoju)                                        | Журналист и телеведущий | Маршал Сейма (с 2023) Депутат Сейма X созыва (с 2023) Председатель партии «Польша 2050» Кандидат на выборах 2020 года                                                                                  |                          | Польша 2050                                    |                                | Третий путь |
| Марек Якубяк род. 30 апреля 1959 года (66 лет)       |          | «Ещё Польша не погибла, когда мы живём» (пол. Jeszcze Polska nie zginęła, kiedy my żyjemy)                                                   | Предприниматель         | Депутат Сейма VIII и X созывов (2015—2019, с 2023) Председатель партии «Федерация для Речи Посполитой» Кандидат на выборах 2020 года                                                                   |                          | Федерация для Речи Посполитой                  |                                | Свободные республиканцы Также Федерация для Речи Посполитой, Свобода и Благо                                    |
| Мацей Мацяк род. 30 августа 1979 года (46 лет)       |          | «Президент, который нам нужен» (пол. Prezydent, którego potrzebujemy)                                                                        | Журналист, ютубер       | Председатель «Движения за мир и процветание» |                          | Беспартийный                                   |                                | Движение за мир и процветание                                                                                   |
| Славомир Ментцен род. 20 ноября 1986 года (38 лет)   |          | «Сильная, богатая Польша; Невозможного не существует» (пол. Silna, bogata Polska; Niemożliwe nie istnieje)                                   | Предприниматель         | Депутат Сейма X созыва (с 2023) Председатель партии «Новая надежда» |                          | Новая Надежда                                  |                                | Конфедерация свободы и независимости                                                                            |
| Кароль Навроцкий род. 3 марта 1982 (43 года)         |          | «Хорошая жизнь поляков; В первую очередь Польша, в первую очередь поляки» (пол. Dobre życie Polaków; Po pierwsze Polska, po pierwsze Polacy) | Историк                 | Президент Института национальной памяти |                          | Беспартийный                                   |                                | Право и Справедливость Также Объединённые перед разделами                                                       |
| Йоанна Сенышин род. 1 февраля 1949 года (76 лет)     |          | | Экономист               | Депутат Сейма IV, V и IX созывов (2001—2009, 2019—2023) Депутат Европейского парламента VII созыва (2009—2014)                                                                                         |                          | Беспартийная                                   |                                | Независимый кандидат Поддержана Ассоциацией демократических левых                                               |
| Кшиштоф Становский род. 21 июля 1982 года (43 года)  |          | «Вперед, Польша!; Ноль конкретики» (пол. Vamos Polska!; Zero Konkretów)                                                                      | Журналист, ютубер       | Владелец футбольного клуба KTS Weszło |                          | Беспартийный                                   |                                | Независимый кандидат                                                                                            |
| Рафал Тшасковский род. 17 января 1972 года (53 года) |          | «Вся Польша вперёд!; Выиграет вся Польша!» (пол. Cała Polska naprzód!; Wygra cała Polska!)                                                   | Лингвист                | Президент Варшавы (с 2018) Депутат Сейма VIII созыва (2015—2028) Министр администрации и цифровизации (2013—2014) Депутат Европейского парламента VII созыва (2009—2013) Кандидат на выборах 2020 года |                          | Гражданская платформа                          |                                | Гражданская коалиция Также Демократическая партия                                                               |
| Марек Вох род. 17 декабря 1978 года (46 лет)         |          | отсутствует | Юрист                   | Председатель «Беспартийных активистов местного самоуправления» |                          | Беспартийные активисты местного самоуправления |                                | Беспартийные активисты местного самоуправления Также Партия труда, «Славянский союз», «Социальная альтернатива» |
| Адриан Зандберг род. 4 декабря 1979 года (45 лет)    |          | «На твоей стороне» (пол. Po twojej stronie)                                                                                                  | Программист             | Депутат Сейма IX и X созывов (с 2019) |                          | Партия «Вместе»                                |                                | Партия «Вместе»                                                                                                 |

## Опросы общественного мнения

### Первый тур

Кривая опросов по президентским выборам (I тур):

#### Результаты экзитполов
| Экзитпол Ipsos после первого тура | Экзитпол Ipsos после первого тура | Экзитпол Ipsos после первого тура | Экзитпол Ipsos после первого тура | Экзитпол Ipsos после первого тура |
| --------------------------------- | --------------------------------- | --------------------------------- | --------------------------------- | --------------------------------- |
| 1. Тшасковский                    |                                   |                                   | 30,8 %                            |                                   |
| 2. Навроцкий                      |                                   |                                   | 29,1 %                            |                                   |
| 3. Ментцен                        |                                   |                                   | 15,4 %                            |                                   |
| 4. Браун                          |                                   |                                   | 6,2 %                             |                                   |
| 5. Зандберг                       |                                   |                                   | 5,2 %                             |                                   |
| 6. Холовня                        |                                   |                                   | 4,8 %                             |                                   |
| 7. Беят                           |                                   |                                   | 4,1 %                             |                                   |
| 8. Сенышин                        |                                   |                                   | 1,3 %                             |                                   |
| 9. Становский                     |                                   |                                   | 1,3 %                             |                                   |
| 10. Якубяк                        |                                   |                                   | 0,8 %                             |                                   |
| 11. Бартошевич                    |                                   |                                   | 0,5 %                             |                                   |
| 12. Мацяк                         |                                   |                                   | 0,4 %                             |                                   |
| 13. Вох                           |                                   |                                   | 0,1 %                             |                                   |

### Второй тур

#### Мнения выбывших кандидатов о голосовании во втором туре

Кривая опросов по президентским выборам (II тур):

Кривая опросов по президентским выборам (II тур):

| Кандидат | Кандидат           | Результат в первом туре | Поддержанный кандидат                                   | Поддержанный кандидат                                   |
| -------- | ------------------ | ----------------------- | ------------------------------------------------------- | ------------------------------------------------------- |
|          | Славомир Ментцен   | 2 902 412 (14,81 %)     | Не поддержал обоих кандидатов, но призвал к голосованию | Не поддержал обоих кандидатов, но призвал к голосованию |
|          | Гжегож Браун       | 1 242 917 (6,34 %)      |                                                         | Кароль Навроцкий                                        |
|          | Шимон Холовня      | 978 901 (4,99 %)        |                                                         | Рафал Тшасковский                                       |
|          | Адриан Зандберг    | 952 832 (4,86 %)        | Отказ поддерживать кого-либо                            | Отказ поддерживать кого-либо                            |
|          | Магдалена Беят     | 829 361 (4,23 %)        |                                                         | Рафал Тшасковский                                       |
|          | Кшиштоф Становский | 243 479 (1,24 %)        | Отказ поддерживать кого-либо                            | Отказ поддерживать кого-либо                            |
|          | Йоанна Сенышин     | 214 198 (1,09 %)        |                                                         | Рафал Тшасковский                                       |
|          | Марек Якубяк       | 150 698 (0,77 %)        |                                                         | Кароль Навроцкий                                        |
|          | Артур Бартошевич   | 95 640 (0,49 %)         |                                                         | Кароль Навроцкий                                        |
|          | Мацей Мацяк        | 36 371 (0,19 %)         | Призвал не голосовать во втором туре                    | Призвал не голосовать во втором туре                    |
|          | Марек Вох          | 18 338 (0,09 %)         |                                                         | Кароль Навроцкий                                        |

#### Результаты экзитполов
| Экзитпол Ipsos после второго тура | Экзитпол Ipsos после второго тура | Экзитпол Ipsos после второго тура | Экзитпол Ipsos после второго тура | Экзитпол Ipsos после второго тура |
| --------------------------------- | --------------------------------- | --------------------------------- | --------------------------------- | --------------------------------- |
| 1. Тшасковский                    |                                   |                                   | 50,3 %                            |                                   |
| 2. Навроцкий                      |                                   |                                   | 49,7 %                            |                                   |

| Экзитпол OGB после второго тура | Экзитпол OGB после второго тура | Экзитпол OGB после второго тура | Экзитпол OGB после второго тура | Экзитпол OGB после второго тура |
| ------------------------------- | ------------------------------- | ------------------------------- | ------------------------------- | ------------------------------- |
| 1. Тшасковский                  |                                 |                                 | 50,17 %                         |                                 |
| 2. Навроцкий                    |                                 |                                 | 49,83 %                         |                                 |

#### Результаты после обработки 100 % протоколов
| Результаты после обработки 100% протоколов | Результаты после обработки 100% протоколов | Результаты после обработки 100% протоколов | Результаты после обработки 100% протоколов | Результаты после обработки 100% протоколов |
| ------------------------------------------ | ------------------------------------------ | ------------------------------------------ | ------------------------------------------ | ------------------------------------------ |
| 1. Навроцкий                               |                                            |                                            | 50,89 %                                    |                                            |
| 2. Тшасковский                             |                                            |                                            | 49,11 %                                    |                                            |

## Результаты
| Кандидат                    | Кандидат                    | Субьект выдвижения                             | Первый тур | Первый тур | Второй тур | Второй тур |
| Кандидат                    | Кандидат                    | Субьект выдвижения                             | Голосов    | %          | Голосов    | %          |
| --------------------------- | --------------------------- | ---------------------------------------------- | ---------- | ---------- | ---------- | ---------- |
|                             | Рафал Тшасковский           | Гражданская коалиция                           | 6 147 797  | 31,36      | 10 237 286 | 49,11      |
|                             | Кароль Навроцкий            | Право и справедливость                         | 5 790 804  | 29,54      | 10 606 877 | 50,89      |
|                             | Славомир Ментцен            | Конфедерация свободы и независимости           | 2 902 448  | 14,81      |            |            |
|                             | Гжегож Браун                | Конфедерация польской короны                   | 1 242 917  | 6,34       |            |            |
|                             | Шимон Холовня               | Третий путь                                    | 978 901    | 4,99       |            |            |
|                             | Адриан Зандберг             | Партия «Вместе»                                | 952 832    | 4,86       |            |            |
|                             | Магдалена Беят              | Левые                                          | 829 361    | 4,23       |            |            |
|                             | Кшиштоф Становский          | Независимый кандидат                           | 243 479    | 1,24       |            |            |
|                             | Йоанна Сенышин              | Независимый кандидат                           | 214 198    | 1,09       |            |            |
|                             | Марек Якубяк                | Свободные республиканцы                        | 150 698    | 0,77       |            |            |
|                             | Артур Бартошевич            | Независимый кандидат                           | 95 640     | 0,49       |            |            |
|                             | Мацей Мацяк                 | Независимый кандидат                           | 36 371     | 0,19       |            |            |
|                             | Марек Вох                   | Беспартийные активисты местного самоуправления | 18 338     | 0,09       |            |            |
| Действительных бюллетеней   | Действительных бюллетеней   | Действительных бюллетеней                      | 19 603 784 | 99,56      | 20 844 163 | 99,10      |
| Недействительных бюллетеней | Недействительных бюллетеней | Недействительных бюллетеней                    | 85 813     | 0,44       | 189 294    | 0,90       |
| Всего бюллетеней            | Всего бюллетеней            | Всего бюллетеней                               | 19 689 597 | 100,00     | 21 033 457 | 100,00     |
| Явка избирателей            | Явка избирателей            | Явка избирателей                               | 29 252 340 | 67,31      | 29 363 722 | 71,63      |
| Источник:                   |                             |                                                |            |            |            |            |

## Фальсификации во время голосования
По мнению некоторых сторонников Рафала Тшасковского, тот выиграл выборы, однако имеются доказательства манипуляций (случайных или же намеренных) минимум на 13 участках, на которых был объявлен повторный пересчет голосов. Однако даже если таких участков будет больше, разница в голосах составила более 300 тыс., из-за чего победитель бы не изменился.